# Список полных кавалеров ордена Славы (Ярославская область)
Список полных кавалеров ордена Славы, связанных с Ярославской областью.
Орден Славы — военный орден СССР, учреждён Указом Президиума Верховного Совета СССР от 8 ноября 1943 года. Награждались лица рядового и сержантского состава Красной Армии, а в авиации и лица, имеющие звание младшего лейтенанта. Вручался только за личные заслуги.
Список содержит расположенных в алфавитном порядке 42 человек, так или иначе связанных с современной территорией Ярославской области как до, так и после награждений. Все они получили ордена Славы за подвиги в Великой Отечественной войне. Из них 5 погибли в годы войны: Павел Фёдорович Андреев, Николай Павлович Лапин, Алексей Панкратьевич Кочерга, Николай Алексеевич Смирнов и Александр Фёдорович Соколов.
В списке указаны дата присвоения ордена, его номер, род войск, дата рождения по старому (где требуется) и новому стилю и дата смерти, место рождения согласно современному административно-территориальному делению.

## Список награждённых
| № п/п | Фото | Фамилия Имя Отчество             | 3 степень            | 2 степень            | 1 степень           | Род войск, звание | Дата рождения  | Дата смерти | Место рождения                                          | Связь с областью |
| ----- | ---- | -------------------------------- | -------------------- | -------------------- | ------------------- | ----------------- | -------------- | ----------- | ------------------------------------------------------- | --- |
| 1     |      | Андреев Павел Фёдорович          | 1943.12.08 (№ 23449) | 1944.04.27 (№ 782)   | 1945.03.24          | сержант           | 1923.07.13     | 1944.08.29  | Ярославская область, Даниловский район, д. Ищейки       | Родился и провёл детство в родной деревне. |
| 2     |      | Апурин Николай Евграфович        | 1944.02.16 (№ 1220)  | 1944.07.20 (№ 3414)  | 1945.03.24 (№ 173)  | ефрейтор          | 1907.12.06     | 1984.04.20  | Костромская область, Островский район, д. Понарино      | В 1932—1943 годах и после войны жил в Ярославле, работал вальцовщиком на Ярославском заводе резинотехнических изделий. Похоронен на Игнатовском кладбище Ярославля.                                                    |
| 3     |      | Бакаров Иван Тимофеевич          | 1944.01.19           | 1945.03.08 (№ 15002) | 1945.05.31 (№ 516)  | старший сержант   | 1914.01.20(07) | 1970.04.29  | Владимирская область, Собинский район, с. Кишлеево      | После войны служил в милиции в Ярославле. |
| 4     |      | Балдин Георгий Иосифович         | 1943.12.18 (№ 37881) | 1944.06.28 (№ 3873)  | 1945.06.29 (№ 1600) | сержант           | 1922.02.02     | 1999.10.04  | Белгородская область, Корочанский район, с. Терново     | С 1980 года служил в органах Министерства внутренних дел в Ярославле. Похоронен в Ярославле на Аллее Героев Воинского мемориального кладбища.                                                                          |
| 5     |      | Батов Александр Иванович         | 1944.08.07           | 1945.03.08 (№ 4615)  | 1946.05.15 (№ 609)  | старший сержант   | 1923.11.16     | 1992.05.10  | Ярославская область, Некрасовский район, д. Берёзки     | Всю жизнь прожил в родной деревне. Работал счетоводом, председателем колхоза, депутатом райсовета и главой сельсовета, заведовал производством кирпичного завода, был мастером и директором крахмало-паточного завода. |
| 6     |      | Воронов Валентин Николаевич      | 1943.12.29           | 1945.03.07 (№ 13504) | 1945.06.29 (№ 497)  | старшина          | 1915.11.29(16) | 1985.11.25  | Ярославская область, Борисоглебский район, д. Андреевка | После окончания 4-х классов работал трактористом в колхозе Городецкого сельсовета Мологского района. После войны жил в Рыбинске, работал в отряде ВОХР.                                                                |
| 7     |      | Грошев Виктор Владимирович       | 1944.08.17           | 1945.03.08 (№ 4607)  | 1945.05.31 (№ 520)  | младший сержант   | 1924.01.23     | 1977.12.08  | Ярославская область, г. Переславль-Залесский            | Всю жизнь прожил в родном городе, работал слесарем по ремонту оборудования на фабрике «Красное эхо» и фабрике киноплёнки.                                                                                              |
| 8     |      | Гуфаилов Николай Ильич           | 1944.02.23 (№ 26948) | 1944.08.29 (№ 3525)  | 1946.05.15 (№ 636)  | сержант           | 1924.12.19     | 1973.07.19  | Ярославская область, Переславский район, с. Никульское  | До войны работал молотобойцем в кузнице родного села. После войны работал начальником карьера, мастером в Ярославле на кирпичном заводе. Похоронен на Чурилковском кладбище Ярославля.                                 |
| 9     |      | Дементьев Николай Иванович       | 1944.03.25           | 1977.01.17           | 1945.03.24 (№ 1483) | старший сержант   | 1924.02.18     |             | Костромская область, Нерехтский район, д. Дупово        | После демобилизации живёт в Рыбинске, работал на полиграфзаводе, машинистом экскаватора на кабельном заводе, механиком и бульдозеристом на заводе гидромеханизации.                                                    |
| 10    |      | Добряков Николай Фёдорович       |                      |                      |                     |                   | 1923           |             |                                                         | [ 14 ] |
| 11    |      | Дорофеев Василий Александрович   |                      |                      |                     |                   | 1921           |             |                                                         | [ 16 ] |
| 12    |      | Ермин Иван Николаевич            |                      |                      |                     |                   | 1920           |             |                                                         | [ 17 ] |
| 13    |      | Жарков Геннадий Петрович         |                      |                      |                     |                   | 1926           |             |                                                         | |
| 14    |      | Жарков Степан Петрович           |                      |                      |                     |                   | 1913           | 1981        |                                                         | [ 18 ] |
| 15    |      | Зазорин Георгий Александрович    |                      |                      |                     |                   | 1921           | 1974        |                                                         | [ 19 ] |
| 16    |      | Зинкевич Василий Дмитриевич      |                      |                      |                     |                   | 1923           |             |                                                         | [ 20 ] |
| 17    |      | Иванов Павел Иванович            |                      |                      |                     |                   | 1920           | 1983        |                                                         | [ 21 ] |
| 18    |      | Кондратьев Александр Яковлевич   |                      |                      |                     |                   | 1918           | 2000        |                                                         | [ 22 ] |
| 19    |      | Кондратьев Константин Николаевич |                      |                      |                     |                   | 1925           |             |                                                         | |
| 20    |      | Котов Алексей Григорьевич        |                      |                      |                     |                   | 1904           | 1965        |                                                         | [ 23 ] |
| 21    |      | Кочерга Алексей Панкратьевич     |                      |                      |                     |                   | 1915           | 1945        |                                                         | [ 24 ] |
| 22    |      | Красавин Павел Александрович     |                      |                      |                     |                   | 1925           | 2006        |                                                         | [ 19 ] |
| 23    |      | Кулигин Виталий Сергеевич        |                      |                      |                     |                   | 1922           | 1977        |                                                         | [ 2 ] |
| 24    |      | Лавров Николай Сергеевич         |                      |                      |                     |                   | 1925           | 1996        |                                                         | |
| 25    |      | Лапин Николай Павлович           |                      |                      |                     |                   | 1919           | 1945        |                                                         | [ 25 ] |
| 26    |      | Лелеко Лука Степанович           |                      |                      |                     |                   | 1913           |             |                                                         | [ 23 ] |
| 27    |      | Маликов Николай Иванович         |                      |                      |                     |                   | 1915           | 1968        |                                                         | [ 26 ] |
| 28    |      | Меньшиков Николай Иванович       |                      |                      |                     |                   | 1923           | 1988        |                                                         | [ 27 ] |
| 29    |      | Московский Борис Иванович        |                      |                      |                     |                   | 1924           |             |                                                         | [ 23 ] |
| 30    |      | Павлов Александр Иванович        |                      |                      |                     |                   | 1914           | 1982        |                                                         | [ 23 ] |
| 31    |      | Павловский Иван Васильевич       |                      |                      |                     |                   | 1905           | 1968        |                                                         | [ 28 ] |
| 32    |      | Паншин Анатолий Иванович         |                      |                      |                     |                   | 1920           | 1978        |                                                         | [ 29 ] |
| 33    |      | Паутов Валентин Васильевич       |                      |                      |                     |                   | 1926           | 1986        |                                                         | |
| 34    |      | Смирнов Николай Алексеевич       |                      |                      |                     |                   | 1908           | 1945        |                                                         | [ 30 ] |
| 35    |      | Соколов Александр Фёдорович      |                      |                      |                     |                   | ?              | 1945        |                                                         | [ 31 ] |
| 36    |      | Соколов Николай Иванович         |                      |                      |                     |                   | ?              |             |                                                         | [ 32 ] |
| 37    |      | Соловьёв Семён Фёдорович         |                      |                      |                     |                   | 1922           | 1994        |                                                         | [ 33 ] |
| 38    |      | Степанчиков Михаил Григорьевич   |                      |                      |                     |                   | 1922           | 1989        |                                                         | [ 20 ] |
| 39    |      | Фёдоров Иван Михайлович          |                      |                      |                     |                   | 1918           | 1997        |                                                         | [ 19 ] |
| 40    |      | Чаенков Владимир Афанасьевич     |                      |                      |                     |                   | 1925           | 1998        |                                                         | [ 34 ] |
| 41    |      | Чесноков Василий Александрович   |                      |                      |                     |                   | 1914           | 1956        |                                                         | [ 28 ] |
| 42    |      | Шаренков Николай Иванович        |                      |                      |                     |                   | 1921           | 1998        |                                                         | |

## Комментарии
1. ↑  Ярославская область образована в 1936 году, до 1944 года она включала также территорию современной Костромской области.
2. ↑  По данным справочника «Кавалеры ордена Славы трёх степеней» дата смерти 29 июля 1944 года. Видимо здесь опечатка. По данным донесения о безвозвратных потерях (ЦАМО ф. 58, оп. 18002, д. 1085) убит 29 августа 1944 года.
3. ↑  3 сентября 1944 года награждён медалью «За отвагу», 17 января 1977 года перенаграждён орденом Славы 2 степени.